# Redstone River (Alaska)
Der Redstone River ist ein 94 km langer rechter Nebenfluss des Ambler River in der Brookskette im US-Bundesstaat Alaska. 

## Verlauf
Er entspringt an der Südflanke des Gebirges nahe der Grenze des Noatak National Preserve, fließt südwärts und mündet bei Ambler in den Ambler River.
Der Redstone River gehört zum Flusssystem des Kobuk River, der über den Kotzebue-Sund zur Tschuktschensee, einem Randmeer des Arktischen Ozeans, fließt. Der Fluss bildet mit dem Amakomanak Creek die Grenze zwischen den Gebirgszügen Baird Mountains und Schwatka Mountains.

## Name
Benannt wurde der Redstone River 1885 von Leutnant Stoney von der United States Navy vermutlich auf Basis der Übersetzung der Bezeichnung der Ureinwohner Alaskas für den Fluss, „E-vel-she-ark“ beziehungsweise „Evesheark“. Diese Namen wurden 1956 auch in der Schreibweise „Ivishak“ dokumentiert. Sie bezeichnen ein Eisenoxid, das zur Herstellung von roter Farbe verwendet wurde.